# Sœurs de Notre Dame de Fidélité
Les sœurs de Notre Dame de Fidélité forment une congrégation religieuse féminine enseignante de droit pontifical.

## Histoire
La congrégation est fondée le 26 février 1831 à Douvres-la-Délivrande par Henriette Le Forestier d'Osseville (1803-1858) avec l'aide de Louis Saulet, fondateur des Missionnaires de Notre-Dame de la Délivrande (en), pour l'enseignement des filles et prendre soin des orphelines.
Au début, la communauté porte le nom de Notre-Dame de la Charité des orphelines de Marie car Henriette Le Forestier avait fait son noviciat au couvent de la Charité de Bayeux où elle reçut l'habit religieux et prit le nom de Sœur de Sainte-Marie. La congrégation prend ensuite le nom de la Vierge Fidèle car le 15 août 1829, la fondatrice, étant en prière au pied de la Vierge dans la basilique de la Délivrande, aurait entendu dans son cœur : « Ne crains rien, je suis la Vierge Fidèle. La fondation projetée aura lieu malgré mille obstacles, et je serai fidèle à ceux qui, dans cette maison, m’honoreront sous ce titre ».
En 1842, Léontine de Germiny (1803-1871) vient se former à la vie religieuse à La Délivrande avant de fonder les Sœurs du Cœur Immaculé de Marie de Blon. À la demande de Nicholas Wiseman, vicaire apostolique du district de Londres (aujourd'hui archidiocèse de Westminster), plusieurs sœurs embarquent le 13 septembre 1848 au Havre et ouvrent la même année à Upper Norwoodle premier orphelinat catholique depuis l'acte de suprématie.
L'institut obtient le décret de louange le 15 février 1870 ; ses constitutions religieuses, inspirées des constitutions de la Compagnie de Jésus sont définitivement approuvées par le Saint-Siège le 25 juin 1904. En 1970, la congrégation change le nom de Vierge Fidèle pour celui de Notre-Dame de Fidélité.

## Activités et diffusion
Les sœurs se consacrent à l'enseignement et œuvrent dans des centres d'accueil pour familles en détresse.
Elles sont présentes en:
- Europe : Belgique, France, Italie et Royaume-Uni.
- Asie : Inde.

Le couvent Notre-Dame-de-Fidélité situé à Douvres-la-Délivrande est la maison-mère de l'institut.
En 2017, la congrégation comptait 55 sœurs dans 11 maisons.